# جينالي
جينالي (بالصومالية: Jinaale)‏ هي مدينة أسسها المستعمرون الإيطاليون. في جنوب شرق في محافظة شبيلي السفلى في الصومال الإيطالي وحاليا تسمى جنالي.

## التاريخ

نهر شبيلى ببضعة كيلو مترات قبل جينال في الثلاثينيات

تم إنشاء جينالي في عام 1924 من قبل مجموعة من المستوطنين من مدينة تورينو الإيطالية، بإشراف الحاكم الإيطالي للمستعمرة. بالقرب من جينالي للمستعمرين وفصلها عن نهر شبيلى، سرعان ما نمت المدينة وكان أكبر من يسكنها صوماليون يعملون كقوى عاملة رخيصة في المزارع جينالي الفعلية. بعد الحرب العالمية الثانية بقي جينالي فقط، بينما اختفى جينال عندما ابتعد الإيطاليون المهزومون عن الصومال.
في عام 1924 بدأ بالفعل الاستعمار الإيطالي لمنطقة جينالي في جنوب الصومال، وتشكيل مجموعة من المزارع الصغيرة والمتوسطة الحجم كان معظم من الايطالين الصومالين يتألفون من مقاتلين فاشيين القدامى من تورين الذين تبعوا في هذه المستعمرة الإيطالية الحاكم الجديد للصومال سيزار ماريا دي فيتشي. ومع ذلك، فإن أول ارتباط غير رسمي بين المزارعين نشأ فقط في عام 1928. كان المحصول الرئيسي للمنطقة محصول القطن وكان يتم عن طريق المزارع الصغيرة التي يملكها هؤلاء المستوطنين الإيطاليين حوالي مائة بمساحة تتراوح بين 75 و 600 هكتار بمتوسط يتأرجح حوالي 200 بمساحة إجمالية تبلغ حوالي 20000 هكتار حتى عام 1931 على الأقل كان القطن هو المحصول الرئيسي، ثم تم استبداله لاحقًا بإنتاج الموز، الذي تم بيع محصوله إلى الدولة الإيطالية، وهو ما أدى إلى تسويقه في إيطاليا باعتباره احتكارًا خلال فترة الاستعمار الإيطالي. كانت جينال مركزًا لمساحة شاسعة من الامتيازات الزراعية تبلغ مساحتها 20000 هكتار لزراعة الموز والقطن وغيرها من الشركات التابعة تم تسويق الموز من قبل شركة رويال بانانا التي كانت، في الواقع تحتكر التصدير إلى إيطاليا من أجل حماية إنتاج الموز في الصومال في السوق الإيطالية، حتى الخمسينيات من القرن الماضي، كانت جميع أنواع الموز المستهلكة في إيطاليا تأتي من مدينة جينال.
أصبحت الزراعة ممكنة من خلال سد كبير في نهر شبيلى، وبواسطة شبكة واسعة من القنوات التي تم بناؤها بين عامي 1924 و1926. نظرًا لأهمية المنطقة التي تم إنشاؤها، من وجهة النظر الإدارية، فإن جينالي عاصمتها شلانبود، حيث تركزت الأنشطة الصناعية أيضًا على معالجة المنتجات الزراعية.
وتجدر الإشارة إلى أنه في عام 1939، تركزت جميع عمليات التنمية في الصومال الإيطالي تقريبًا في المثلث جينال و جوهر ومقديشو.
وفي الواقع، قام الإيطاليون الذين استقروا بأعداد ضخمة بعد الحرب العالمية الأولى بإضفاء الطابع الإيطالي على العاصمة مقديشو التي كانت تسمى في عام 1940 اللؤلؤة البيضاء للمحيط الهندي وكانت عمليا مدينة إيطالية بالكامل حيث كان أكثر من 40٪ من سكانها الإيطاليين أو من نسل إيطاليين و المدن الرئيسية الثلاث في مزرعة نهر شبيلى وجوهر مع 3000 مستعمر، جينالي مع 700 و فيكتور إفريقيا  مع 400. لكن المجتمعات الصغيرة من المستعمرين الإيطاليين كانت موجودة أيضًا في مدن بنادر ومركا و250 إيطاليًا، في  باراوا و 150، في كيسمايو و120، في بيدوا و 300 في منطقة عدال، حيث كانوا يعيشون في مناطق صغيرة كانت الوحيدة بالكامل. أقسام حديثة ومتطورة من هذه المدن الصغيرة
يقع مركز جينالي على بعد بضعة كيلومترات من الداخل من مدينة مركا وهي مينائها كون جينالي غير ساحلية خلال الفترة إقليم الصومال الإيطالي في الصومال في السنوات ما بين 1950 الى 1960 تم تعزيز اتحاد تجار المزارعين، ولكن في أواخر السبعينيات بدأ يفقد أهميته وفي التسعينيات اختفى تماما
الرئيس الراحل آدم عبد الله عثمان ، الذي كان اول رئيس للصومال، كان لديه مزرعة في جينالي.

## التركيبة السكانية
في جينالي الإيطالية كان هناك في عام 1940 ما يقرب من 500 صومالي إيطالي، ولكن بعد الحرب العالمية الثانية، انتقل جميعهم تقريبًا بعيدًا ومنذ الثمانينيات لم يبق أحد. يبلغ عدد سكان المدينة في الواقع 8000 نسمة منهم ما يقرب من ألف من نسل إيطاليين وفتيات صوماليات ويسكنها في الغالب أشخاص من المجموعة العرقية الصومالية، مع تمثيل قبيلة بيمال أكثرها.